# Старомлыновка
Старомлы́новка, или Старомли́новка
(укр. Старомли́нівка) — село в Волновахском районе Донецкой области Украины. Административный центр Старомлыновской сельской общины.

## Расположение
Село расположено в долине реки Мокрые Ялы в 18 километрах от Великой Новосёлки и в 100 километрах западнее областного центра города Донецк.

## История
Село было основано в 1779 году греко-урумскими переселенцами из крымских сёл и получило название Керменчик, в 1813 году было переименовано в Старо-Керменчик, а с 7 июня 1946 года носит название Старомлиновка (в 1970-х годах русскоязычное название села было «украинизировано» в Старомлыновка).
С 7 марта 1923 года село являлось районным центром Старо-Керменчикского (с 1946 – Старомлиновского) района (кроме периода 1925—1927 годов, когда райцентр был перенесён в Ново-Каракубу). 1959 году район был ликвидирован и разделён между Великоновосёлковским и Волновахским районами (село вошло в состав первого).
В дальнейшем село было центром Старомлыновского сельского совета Великоновосёлковского района. которому были подчинены сёла Володино, Завитне Бажання, Ключевое и Орлинское.
В результате административно-территориальной реформы на Украине с 17 июля 2020 года Старомлыновка стала административным центром Старомлыновской сельской общины Волновахского района, в состав которой вошли бывшие Евгеновский, Керменчикский (до 2016 года — Октябрьский), Краснополянский, Новопетриковский и Старомлыновский сельские советы упразднённого Великоновосёлковского района.
13 марта 2022 года, в ходе вторжения России на Украину, населённый пункт был оккупирован российскими войсками.

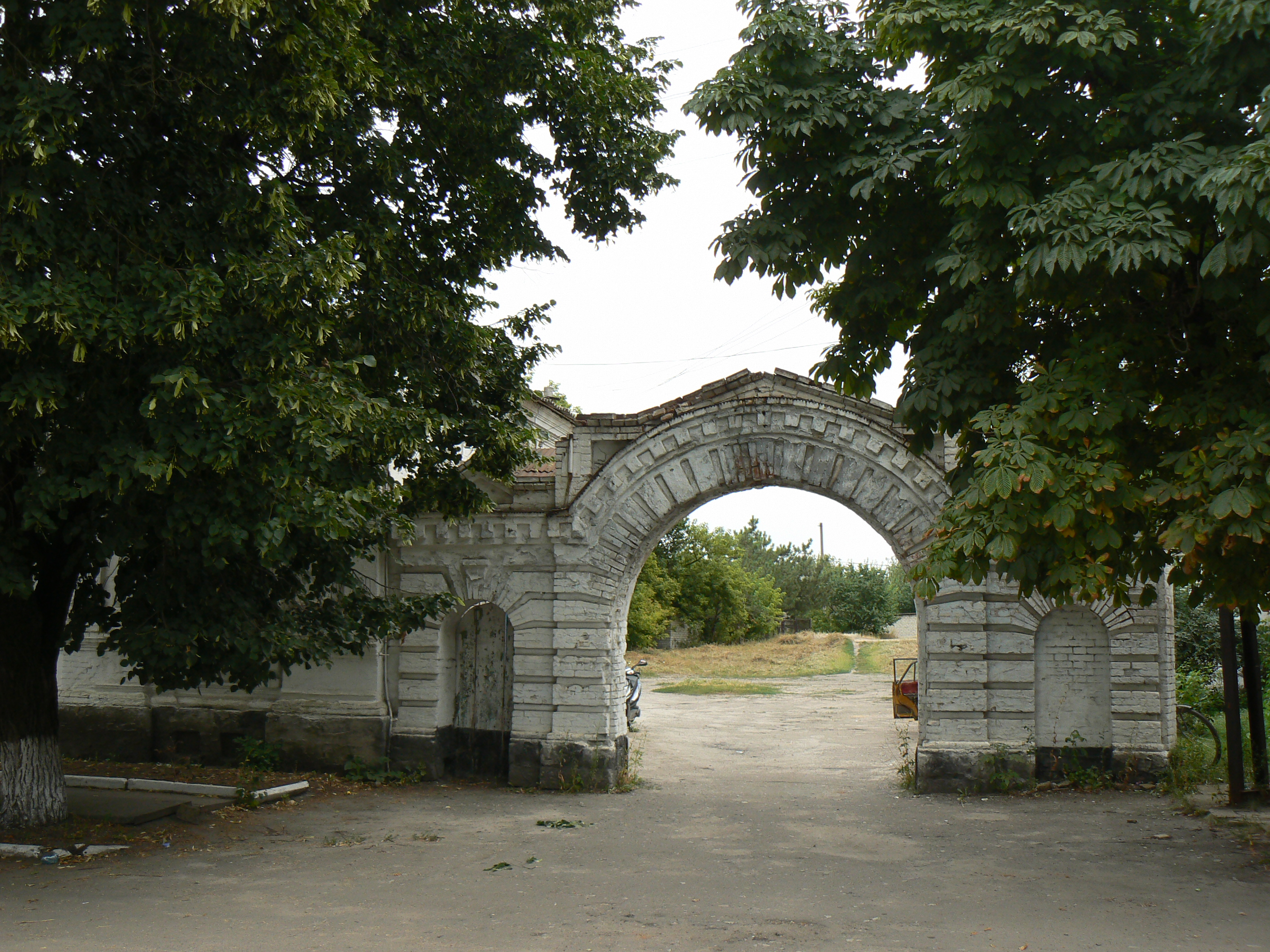
Каменные ворота краеведческого музея
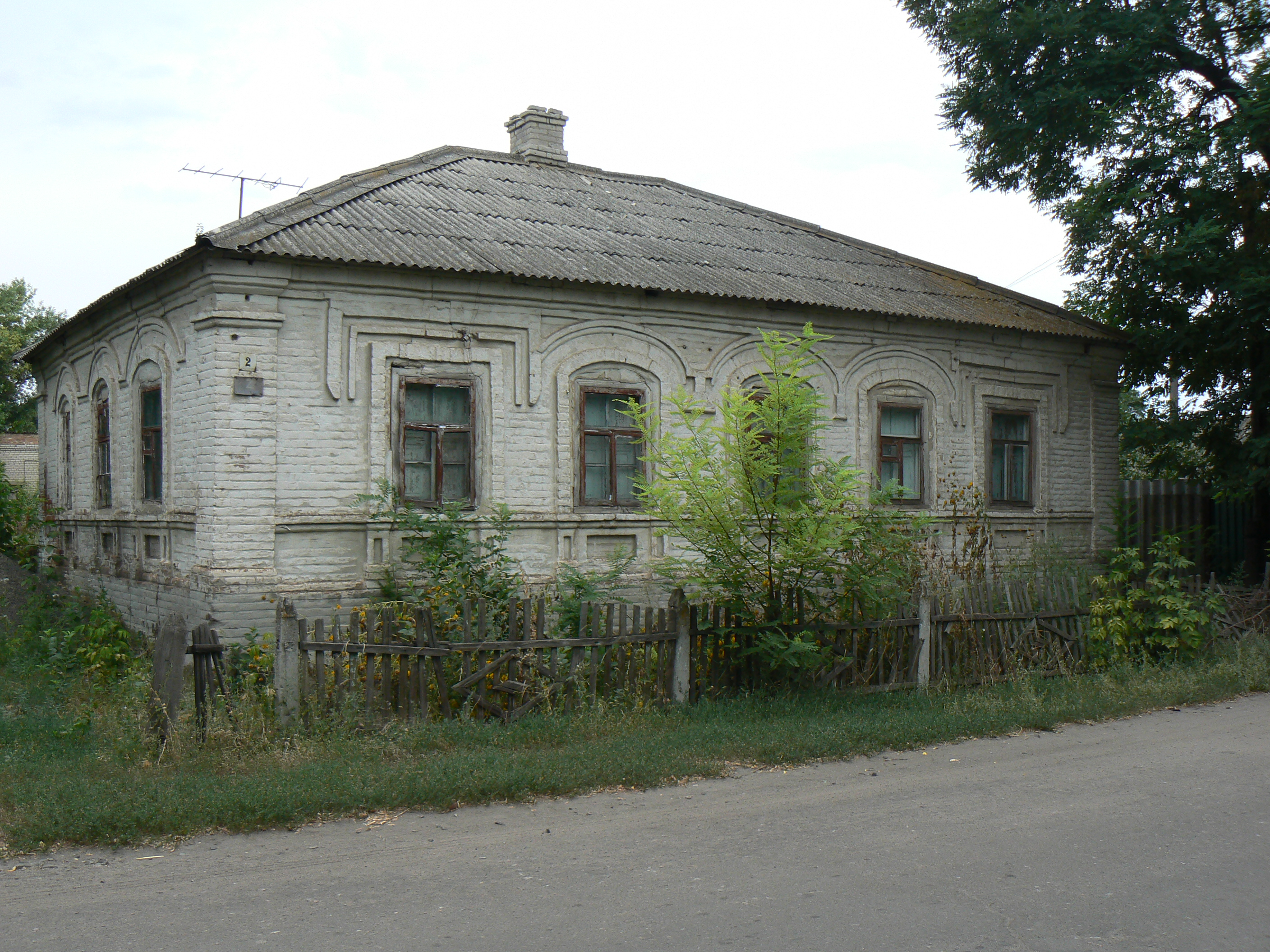
Старый греческий дом на набережной
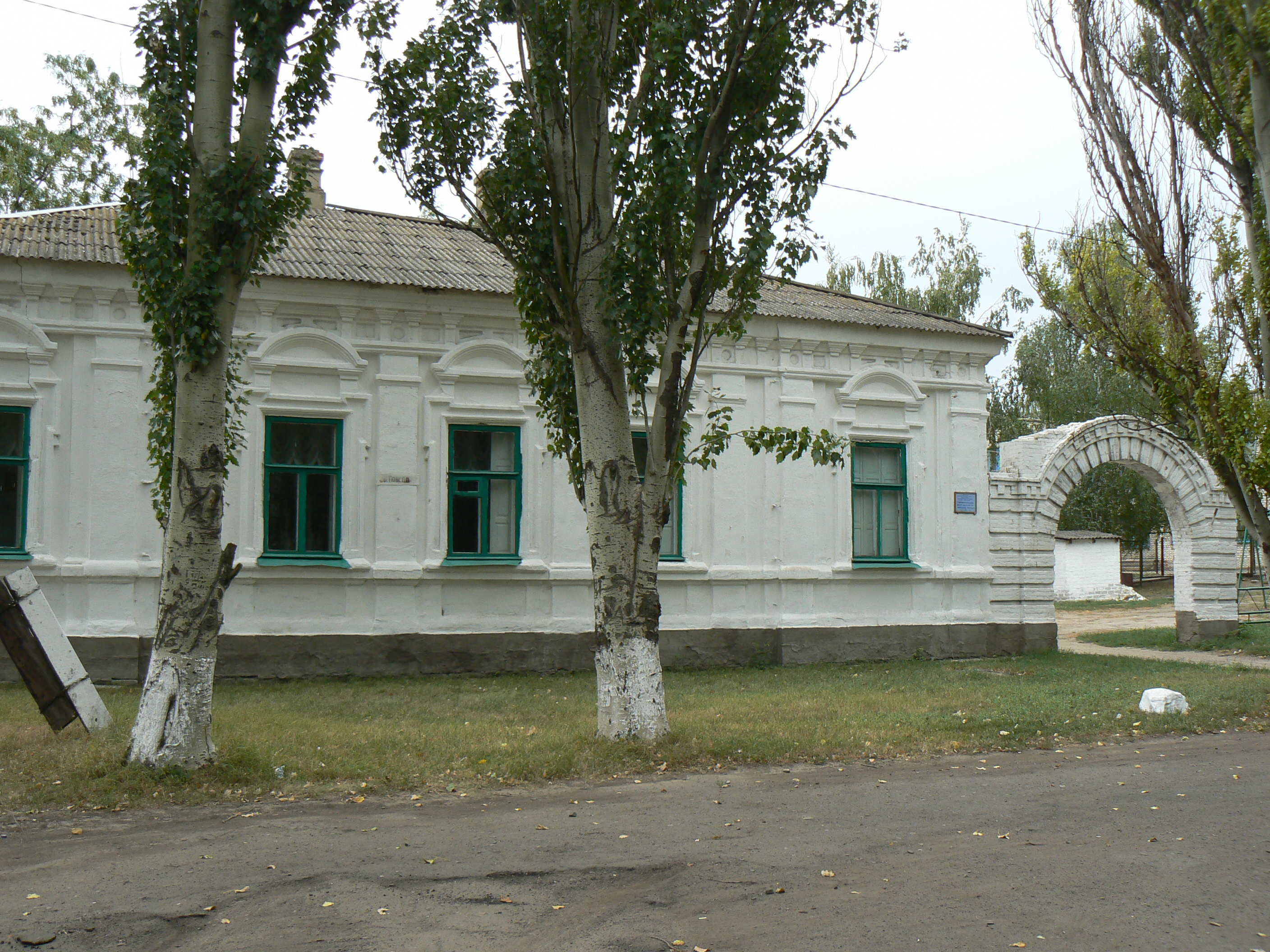
Здание детского и юношеского дома творчества

## Культура

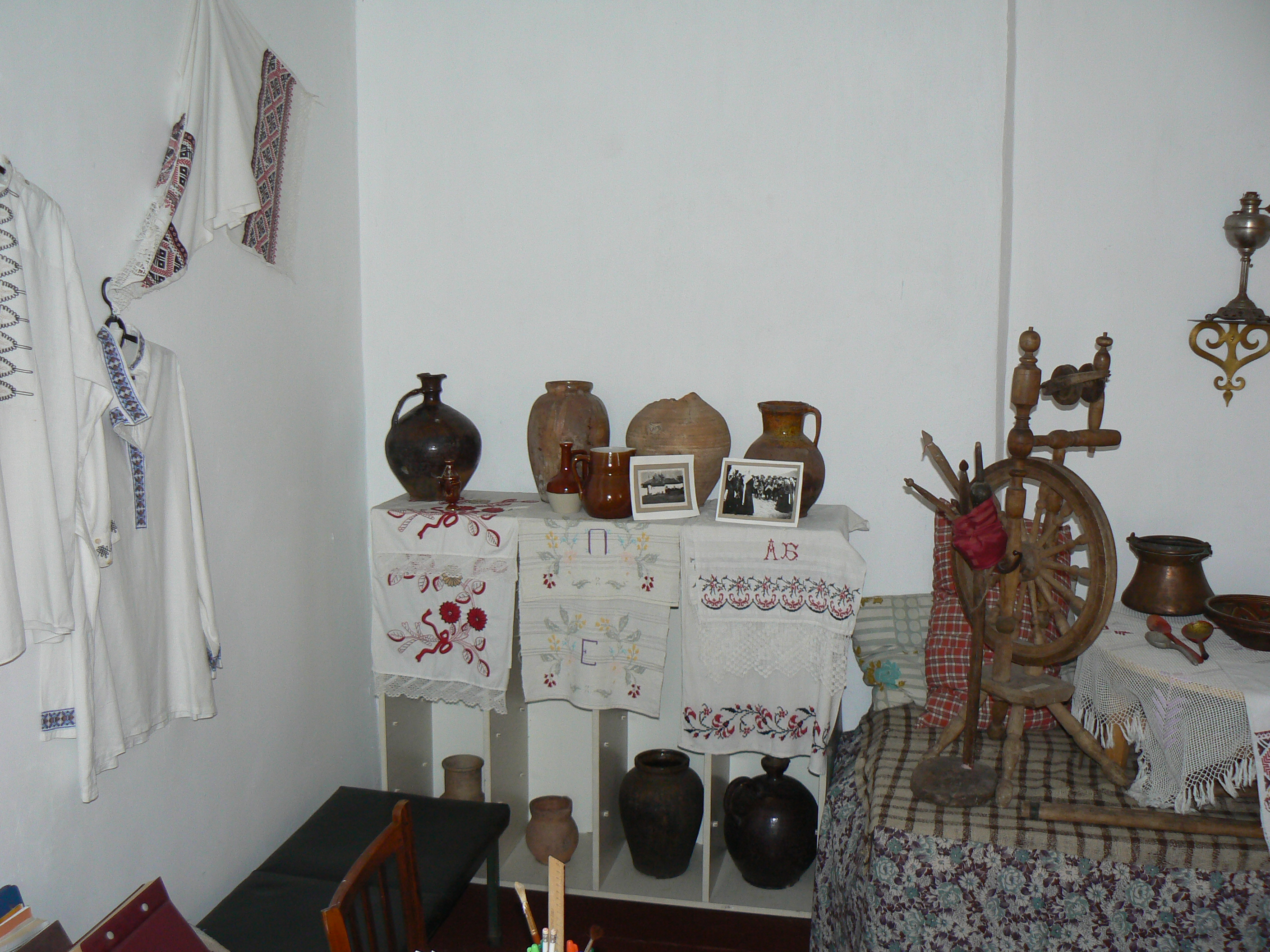
Часть экспозиции краеведческого музея

Достопримечательностью села Старомлыновка является краеведческий музей. Музей создавался на общественных началах, но приобрел большую известность и в 1968 году ему был присвоен статус «народный». Долгое время экспозиция музея находилась в здании старомлыновской школы № 1, но в 1972 году музею было передано во владение отдельное здание. Музей насчитывает более 5 тысяч экспонатов, свидетельствующих об истории края, культуре и быте местных жителей. Основателем и директором музея является Темир Степан Константинович — краевед, автор книг и публикаций по краеведению, истории и этнографии, наиболее известные из них: «Методика полевых этнографических исследований», «Греки Приазовья», «Очерки об истории села Старомлиновка».

## Известные жители
- В селе родился Хара, Пётр Иванович  (1909—1967) — советский лётчик-ас истребительной авиации отличившийся во время Гражданской войны в Испании.
- В селе родился Валентин Хараберюш (1927—2003) — советский и украинский врач-хирург, доктор медицинских наук, профессор, заслуженный работник высшей школы Украины.
- В 1975 году в Старомлыновке родился форвард полтавского футбольного клуба «Ворскла» Василий Сачко.
- В селе жила и похоронена Апостолова, Тина Дмитриевна (1913—1992) — Герой Социалистического Труда.

## Административно-территориальное деление
Село является центром Старомлыновской сельской общины Волновахского района Донецкой области, в которую входят:
- 11 сёл: Володино, Георгиевка, Евгеновка, Завитне Бажання, Красная Поляна, Малый Керменчик, Новомайорское, Новопетриковка, Орлинское, Старомлыновка, Ялынское;
- 3 посёлка: Керменчик (до 2016 — Октябрьское), Ключевое, Новодонецкое.

## Население
- 1859 — 1725 чел.
- 1933[9] — 3717 чел.
- 1991 — 3745 чел.
- 2001 — 3367 чел.
- 2007 — 3320 чел.